# المجمع المغلق مارس 1605
المجمع المغلق مارس 1605 هو المجمع الموكول بانتخاب بابا الكنيسة الكاثوليكية الجديد بعد استقالة البابا. انعقد مجمع الكرادلة لانتخاب البابا الجديد بدءًا من
14 مارس 1605م وانتهى في 1 أبريل 1605م. انتُخبَ ليون الحادي عشر ليكون البابا الجديد للكنيسة.
عُقدَ المجمع في إيطاليا.